# Zvonimir Červenko
Stožerni general Zvonimir Červenko (Prijepolje, Srbija, 13. studenoga 1926. – Zagreb, Hrvatska, 17. veljače 2001.), hrvatski general, načelnik Glavnog stožera Oružanih snaga Republike Hrvatske te saborski zastupnik.

## Životopis
Vojnu karijeru Červenko je počeo na zagrebačkoj Vojno-tehničkoj akademiji, na kojoj je poslije punih 19 godina bio i predavač. U vrijeme Hrvatskog proljeća, kao potpukovnik JNA osuđen je na godinu i pol strogog zatvora te gubitak čina i prava na mirovinu zbog zastupanja hrvatskih interesa. Do 1990. radio je kao inkasator Radio-televizije Zagreb.

### Domovinski rat
Početkom rata predsjednik Franjo Tuđman nudio mu je mjesto ministra obrane, ali Červenko je to odlučno odbio s komentarom da je vojnik, a ne političar. Organizirao je obranu Zagreba, blokadu neprijateljskih vojarni i potaknuo osnivanje 14 zagrebačkih brigada. U siječnju 1992. Červenko postaje zapovjednik Domobranstva, odnosno zamjenik načelnika Glavnog stožera za Domobranstvo.
Vrhunac vojne karijere Zvonimir Červenko doživio je neposredno prije vojno-redarstvene operacije Oluja, kada je na mjestu načelnika Glavnog stožera naslijedio generala Bobetka. Na dužnosti načelnika GS OS RH bio je od 15. srpnja 1995. do 16. studenog 1996. Za njegovog zapovijedanja izvedena je i najuspješnija Operacija Oluja. Predsjednik Franjo Tuđman ga je umirovio u studenom 1996. 
Bio je član Središnjeg odbora i Predsjedništva HDZ-a u Zagrebu te zastupnik u Županijskom domu Hrvatskog sabora, a od 2000. i član Komisije za pomilovanja.
Uz najviše počasti pokopan je u Aleji hrvatskih velikana na zagrebačkom Mirogoju.

## Odlikovanja
Zvonimir Červenko odlikovan je:
- Veleredom kralja Petra Krešimira IV. s lentom,
- Redom kneza Domagoja s ogrlicom,[2]
- Redom bana Jelačića,
- Redom hrvatskoga trolista,
- Redom hrvatskoga pletera,
- Spomenicom domovinskog rata,
- medaljama Bljesak, Ljeto, Oluja.

## Ostalo
- Dokumentarni film o Červenku Sudbine – generalova priča (1994.). Miroslav Mikuljan je 2004. godine objavio knjigu koja donosi Červenkov životni, ratni i politički put. Nastala je "skidanjem" teksta iz istoimene emisije emitirane na televiziji u seriji TV Sudbine iz 1994. godine, a u njoj je vjerno reproducuran razgovor što ga je tijekom snimanja emisije s generalom Červenkom, vodio autor knjige.[3]
- 15. veljače 2019. u rodnom Podbrđu otkriveno mu je spomen obilježje. Na izradu je potaknuo Grad Popovača i udruge proisteklih iz Domovinskog rata koje djeluju na tom području, a realizirana je uz podršku Ministarstva hrvatskih branitelja.  Izradio ga je Ivan Branko Imrović. Čast otkrivanja obilježja pripala je ministru hrvatskih branitelja Tomi Medvedu.[4]